# Forsmarks herrgård

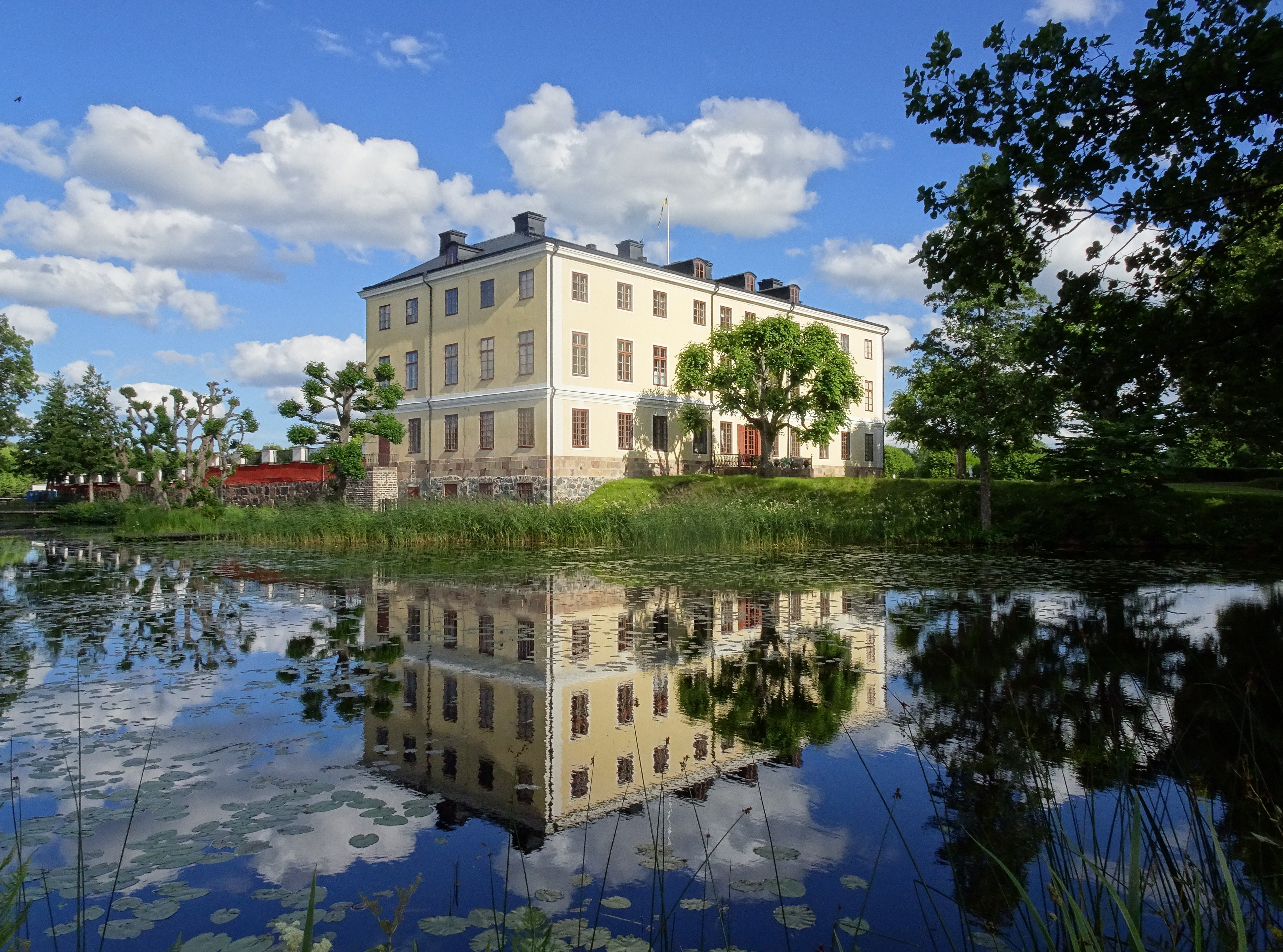
Forsmarks herrgård, fasaderna mot nordväst, augusti 2017.

Forsmarks herrgård är en herrgård i orten Forsmark i Östhammars kommun. Nuvarande herrgård uppfördes på initiativ av dåvarande ägaren till Forsmarks bruk, John Jennings. Byggnaden ritades av arkitekt Jean Eric Rehn och invigdes 1774. Väster om huvudbyggnaden utbreder sig Forsmarks engelska park som stod färdig i början av 1800-talet. Idag räknas den till en av Sveriges bäst bevarade i sitt slag. Herrgården används numera för representation av Forsmarks kraftgrupp som äger anläggningen sedan 1975.

## Gamla herrgården

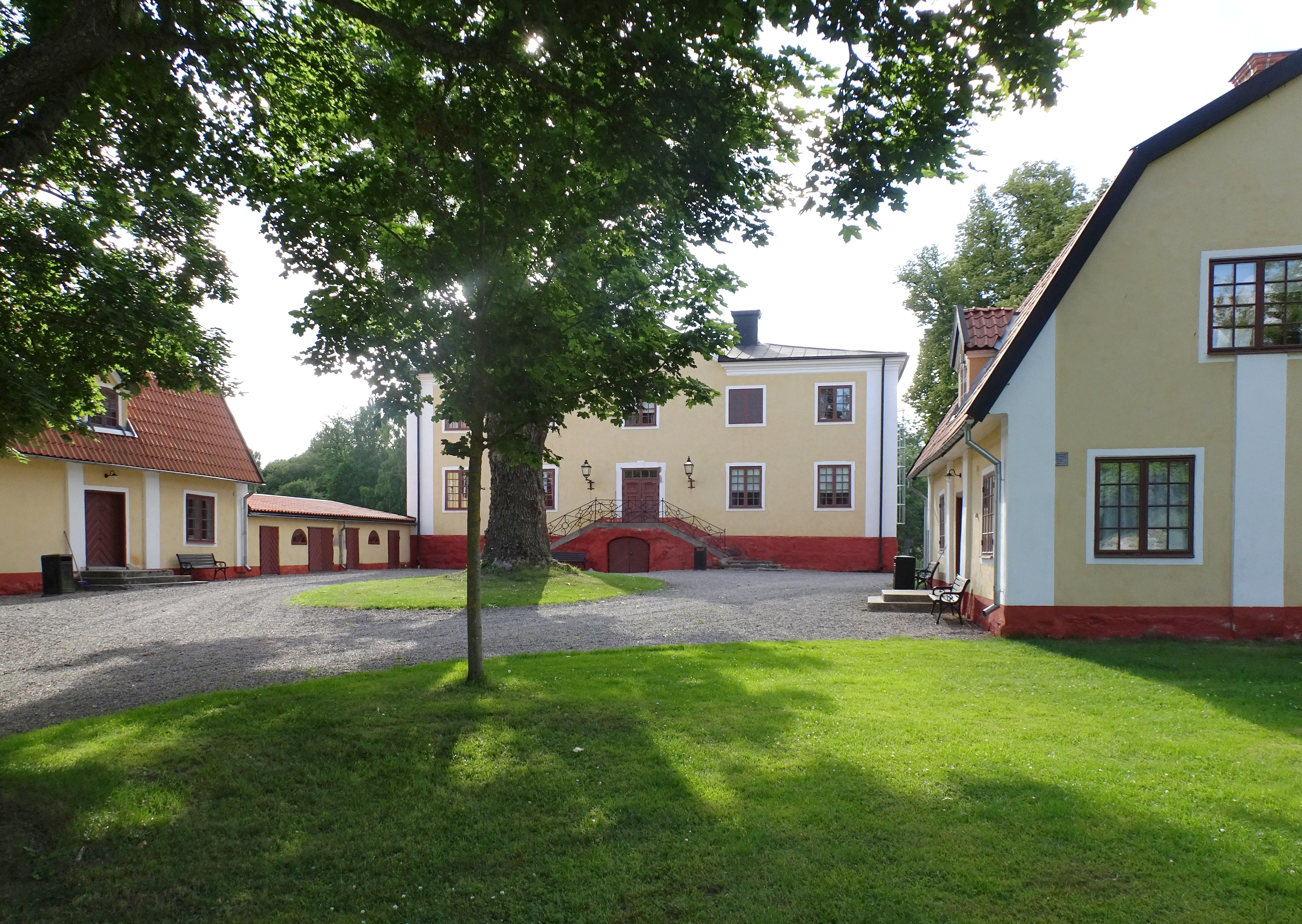
Gamla herrgården, 2017.

Forsmarks bruks ursprungliga herrgård brändes ner i samband med rysshärjningarna i juli 1719. Ryssarna förstörde så gott som hela bruket, med undantag av kyrkan och några få byggnader. 
En ny herrgård av trä återuppbyggdes efter händelsen, belägen norr om nuvarande huvudbyggnad. Jämförd med grannbrukens herrgårdar var den enkel och anspråkslös. Dåvarande ägaren, John Jennings, lät därför bygga en ny huvudbyggnad av sten medan de båda fristående flyglarna bibehölls. Anläggningen, som idag kallas ”Gamla Herrgården” stod färdig år 1765.

## Nya Herrgården
Jennings ansåg dock att hans herrgård fortfarande inte var tillräckligt ståndsmässig och för trång. Samtidigt uppfördes nya stora herrgårdar i närheten. Bara tre år efter slutförandet av den gamla herrgården, gav han därför arkitekten Jean Eric Rehn i uppdrag att rita och leda byggarbetena av en ny herrgårdsbyggnad. Rehn var en ofta anlitad arkitekt som ritade planer över både herrgårdar och hela brukssamhällen och hade uppdrag av kungahuset.
Nya herrgården blev ett franskinspirerat stenhus i tre våningar med två framträdande partier på huvudfasaden. På grund av platsbrist på tomten mot norr fick man avstå från att bygga sidoflyglar med gästrum så som på Gimo herrgård, som tillkom kort innan Forsmark, också efter ritningar av Jean Eric Rehn. Gästrummen placerades istället i en tredje våning. De stora smidesgrindarna som avslutar gårdsplanet mot öster ritades av Rehn. Salutkanonerna utanför grinden förvärvades i slutet av 1700-talet. Forsmarks nya herrgård placerades, enligt Rehns planering, i västra slutet av en 570 meter lång centralaxel med Forsmarks kyrka i östra änden. Den gamla herrgården fick stå kvar och blev bostad för bruksinspektoren.

### Bilder, nya herrgården

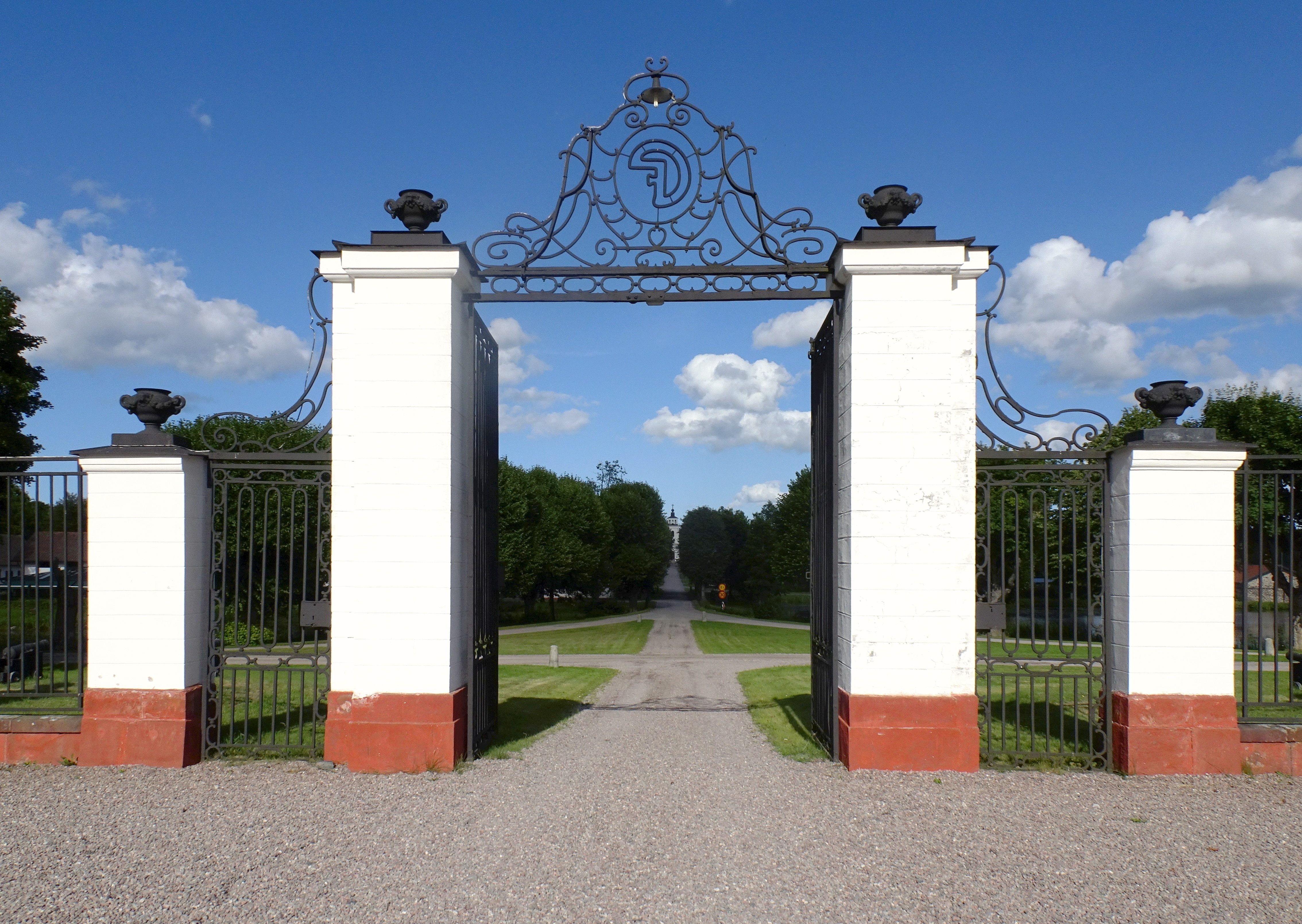
Rehns smidesgrind och centralaxeln mot öster.
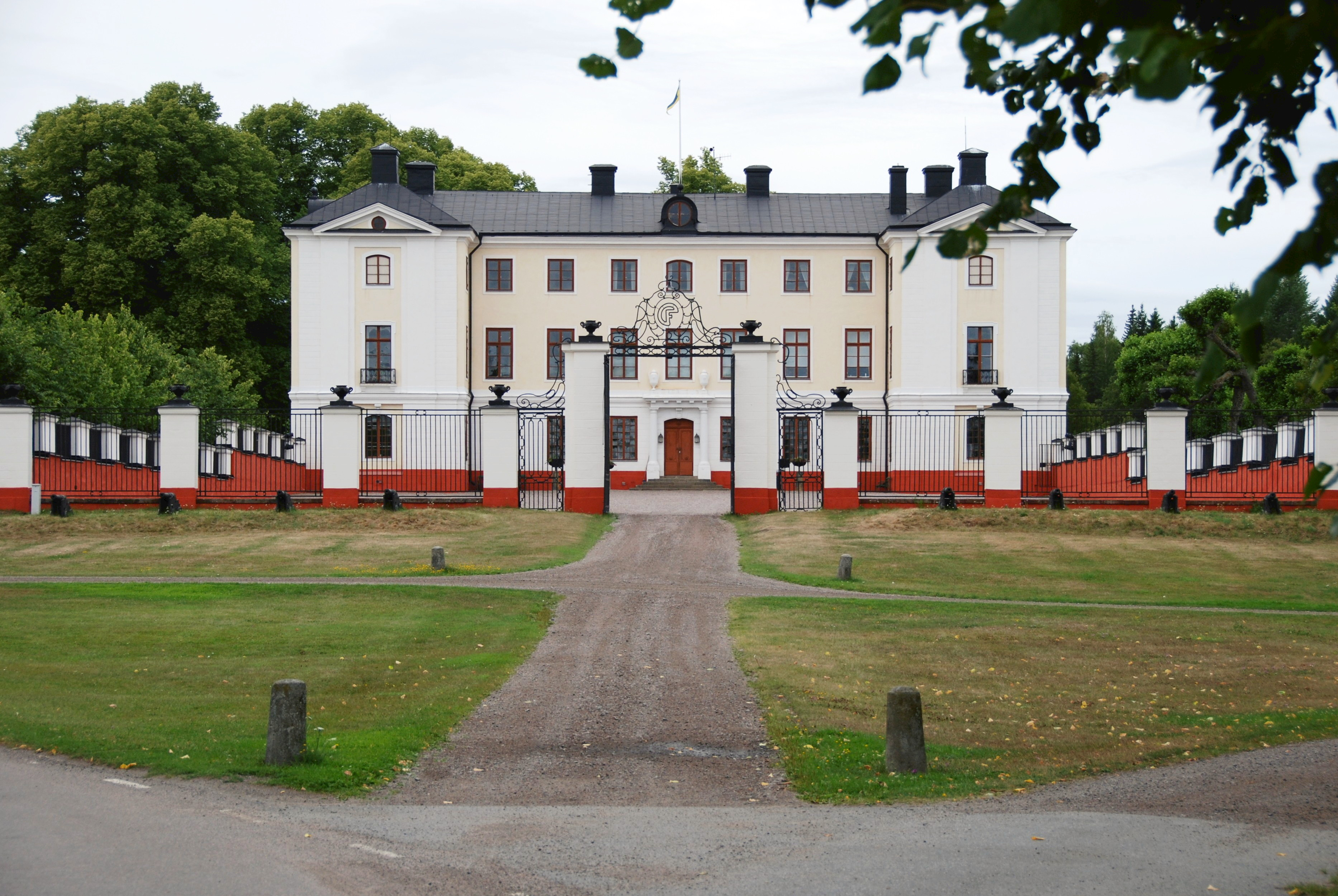
Huvudfasad mot öster.
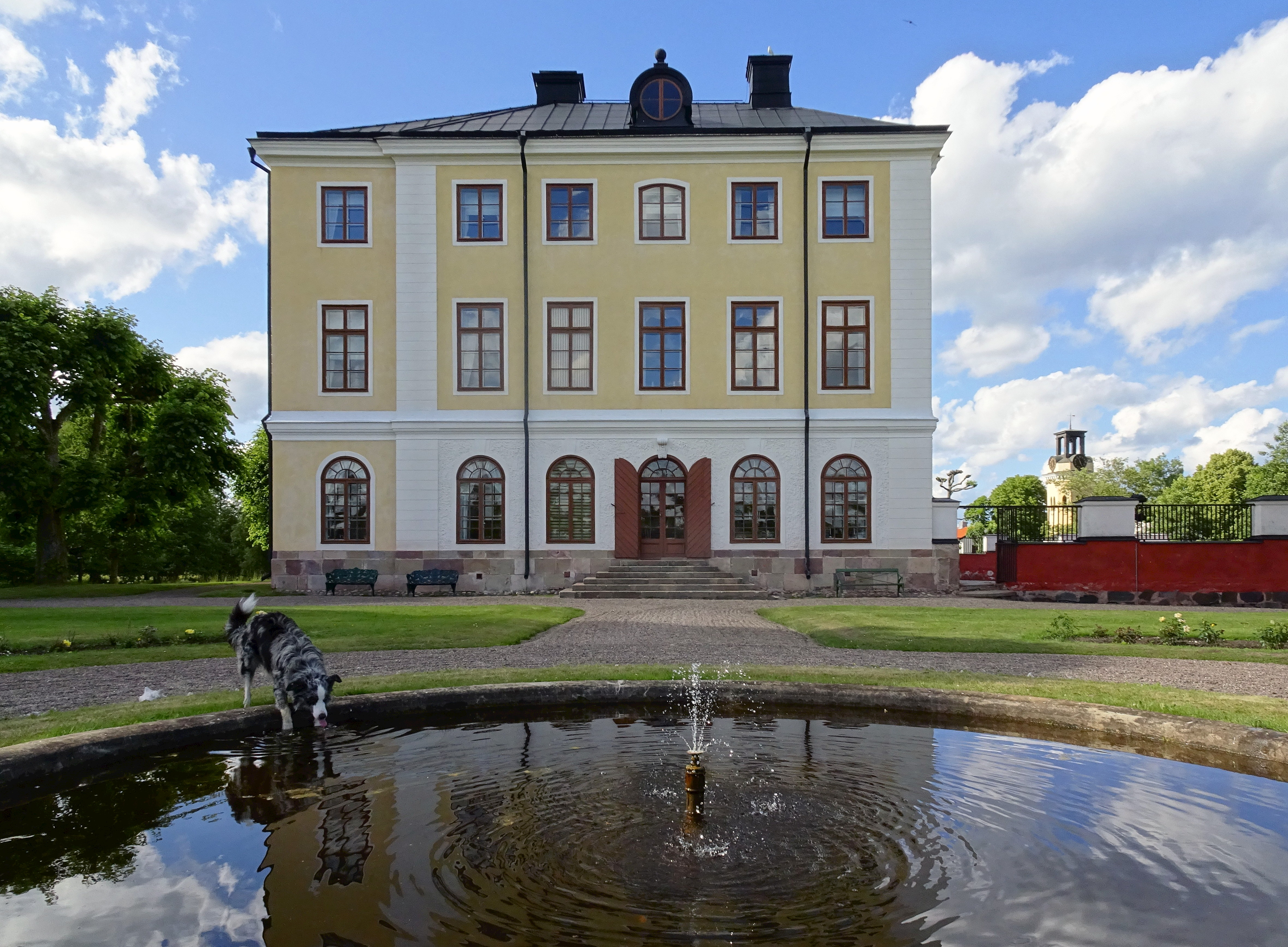
Fasad mot sydost.
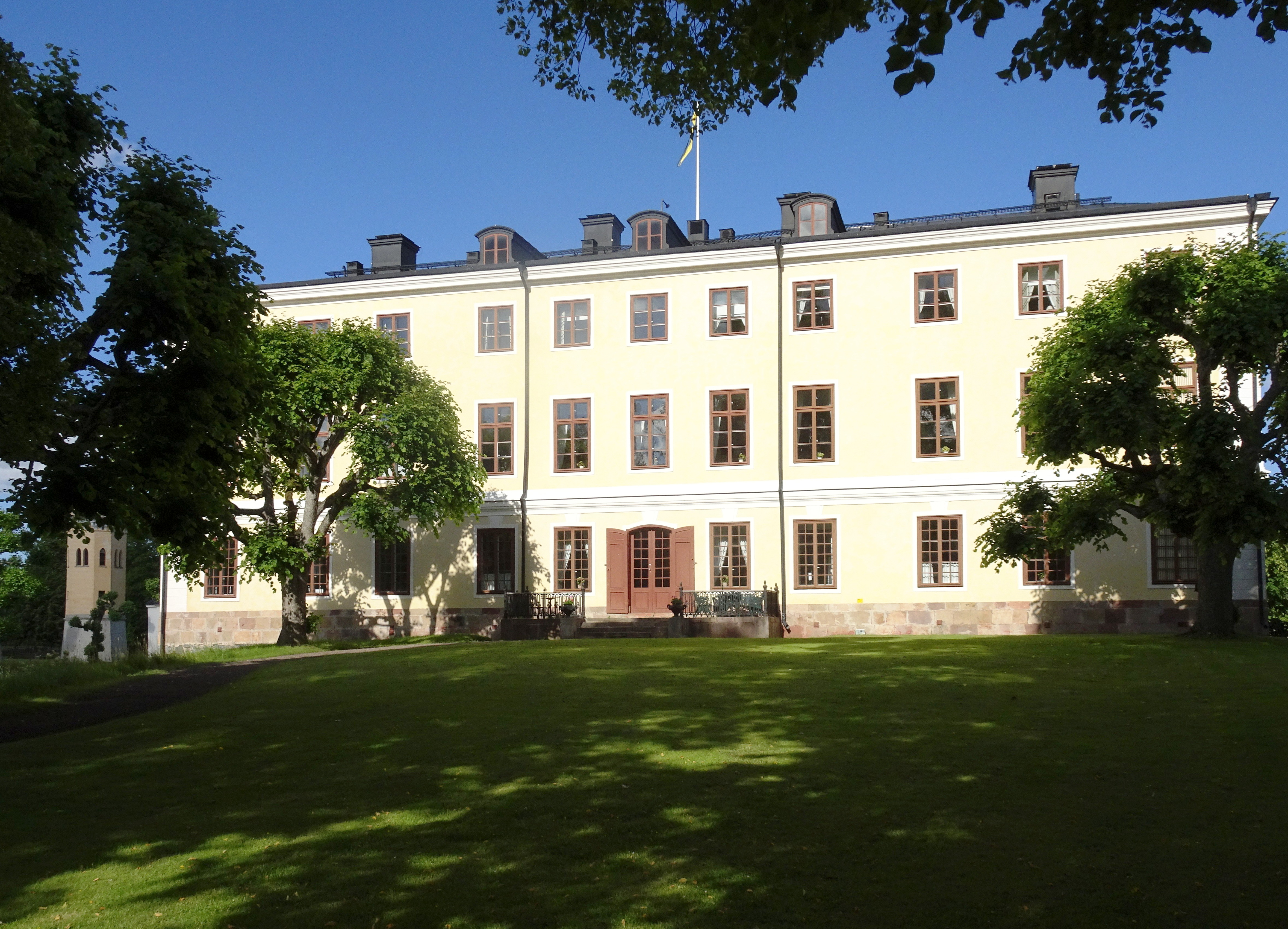
Fasaden mot sydväst och gården.
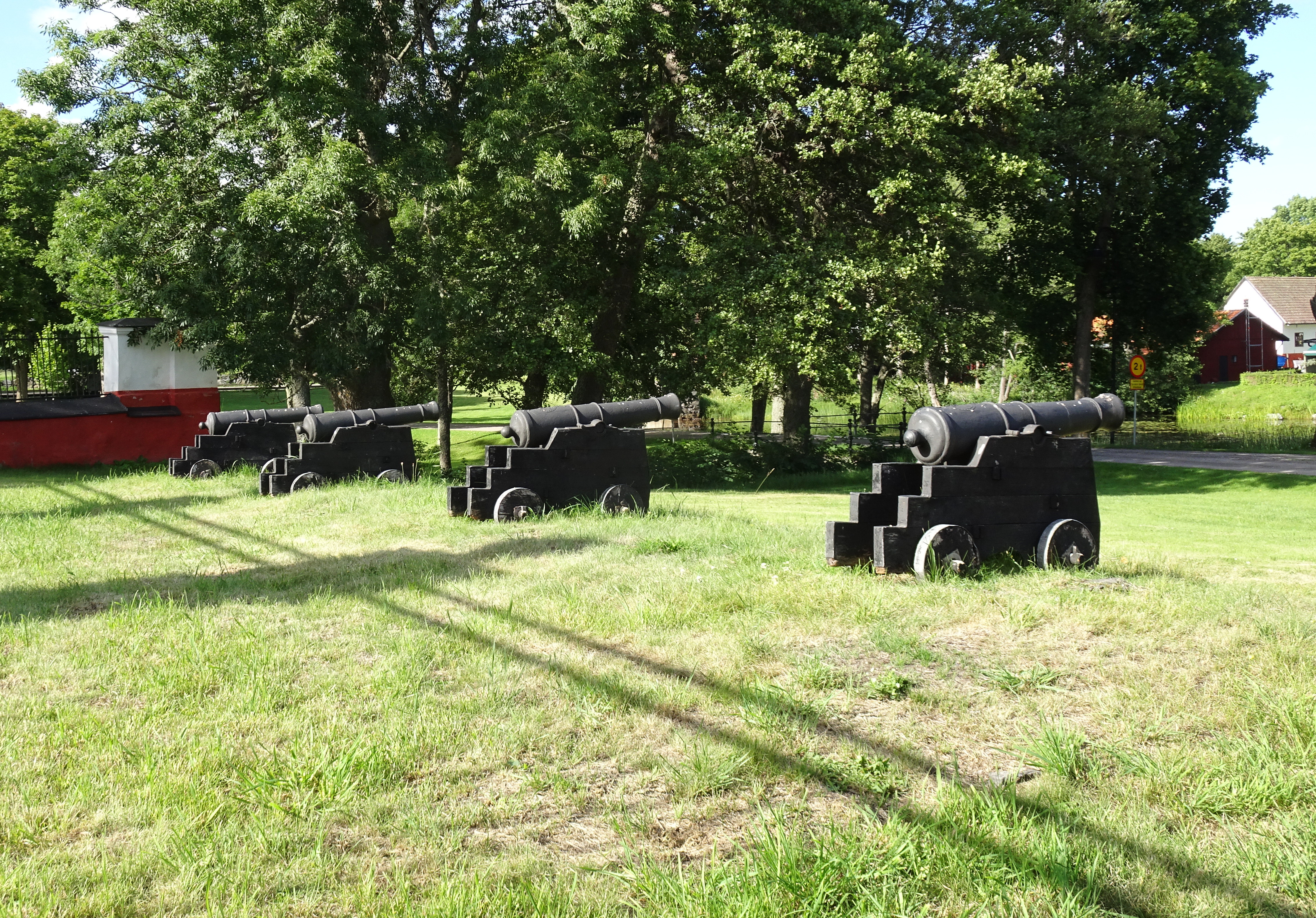
Salutkanonerna.

## Familjen af Ugglas tid

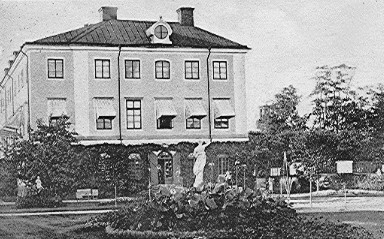
Herrgårdens sydostfasad omkring 1905.

Forsmarks bruk och herrgården köptes 1782 av greve Samuel af Ugglas. Det ägdes senare av dennes sonson översten greve Ludvig af Ugglas, vars arvingar 1885 bildade aktiebolaget Forsmarks bruk. Under 1860 till 1870 förändardes herrgårdens interiörer och snickerierna och paneler målades i mörkbrun kulör. Den ursprungliga gustavianska färgsättningen återställdes vid en renovering 1926-1927. Då installerades även centralvärme och badrum i huset.

## Herrgårdens vidare öden
Efter nära tvåhundra år i familjens ägo sålde greve Ludvig af Ugglas d.y. bruket 1975 till Forsmarks kraftgrupp. Herrgården beboddes av familjen af Ugglas fram till 1980. Den omfattande restaureringsverksamheten som påbörjades på 1960-talet under friherrinnan Ulla af Ugglas har fortsatt under sin nuvarande ägare, Forsmarks kraftgrupp. En stor del av den ursprungliga fasta inredningen är bevarad. År 1975 förklarades huvudbyggnaden samt ett 40-tal andra byggnader tillhörande bruksorten till ett lagskyddat byggnadsminne.

## Engelska parken

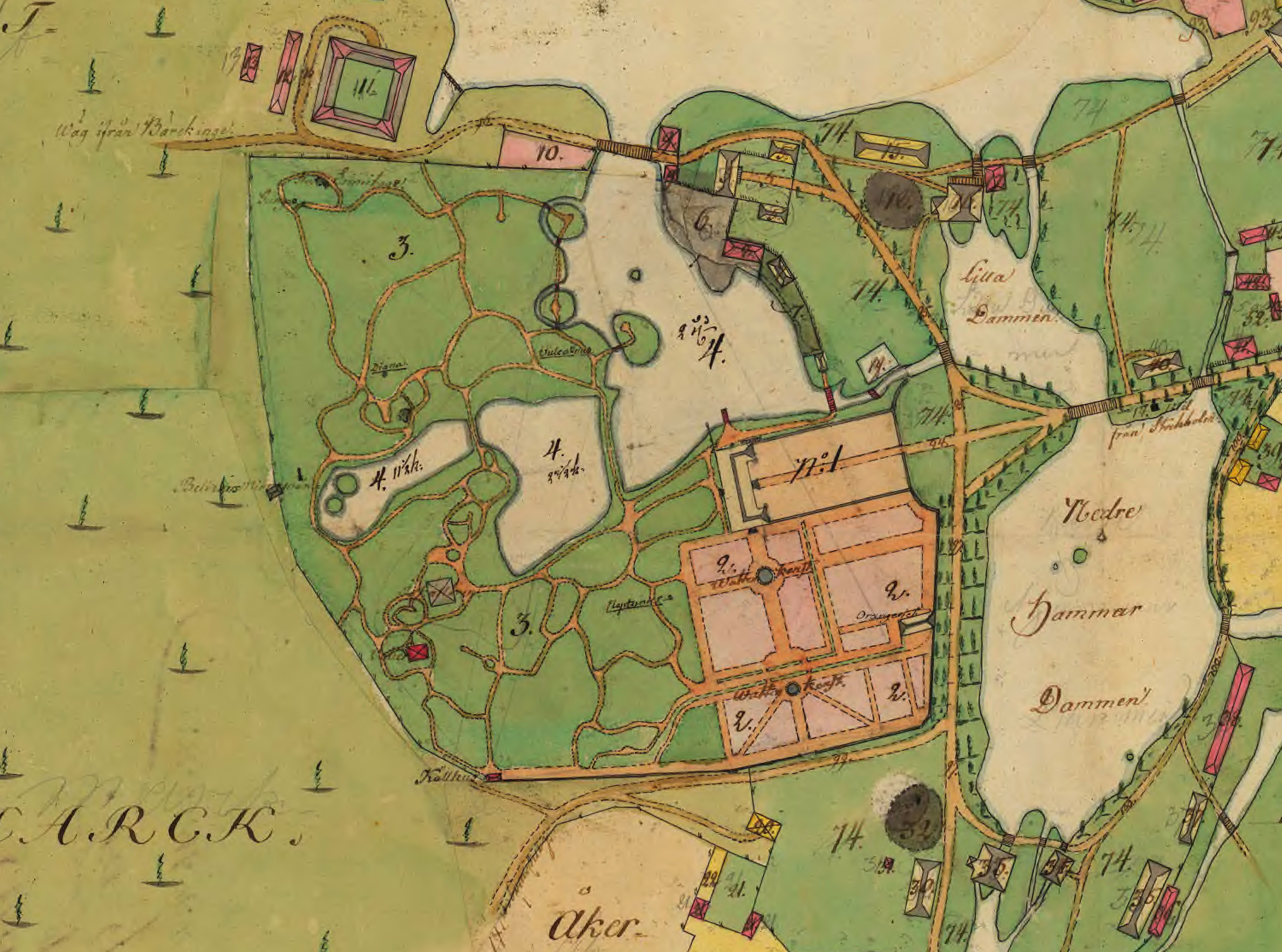
Herrgården och engelska parken 1802.

Herrgården omges på tre sidor av anlagda dammar. Öster om norra dammen ligger i rad: Gamla Herrgården, tvätthuset, klocktornet och betjäntflygeln. Söder om corps de logis anlades en barockträdgård "Franska terrassen" och en fruktträdgård. I väster skapades en engelsk park på initiativ av dåvarande ägaren Samuel af Ugglas. Länge trodde man att Fredrik Magnus Piper var upphovsmannen till parken, men så är inte fallet. Piper var endast arkitekten som tog med sig idéerna från England till Sverige. Enligt brukets räkenskaper var den kungliga trädgårdsmästaren Johan Christian Ackermann den rättmätige skaparen. Han omsatte Rehns nya idéer.
Engelska parken i Forsmark präglas av slingrande gångar, dammar och små "kinesiska" broar över anlagda kanaler. Enligt tidens mode fick parken många romantiska accessoarer såsom Belisars tempel och en minnesobelisk, Eremitens hydda, Spegeltemplet, trädgårdsgungan, skulpturer av antika gudagestalter. I ett hörn av parken byggdes en källpaviljong och en volière (fågelhus). På Monumentholmen står Johan Niclas Byströms minnesmärke över Samuel af Ugglas i vit marmor som höggs 1819 och restes 1820.
Planerna på en engelsk park i Forsmark formulerades förmodligen redan när den nya huvudbyggnaden byggdes på 1760-talet. De byggnader som fanns här revs och parken började anläggas 1784. Arbetena avslutades en bit in på 1800-talet. Mycket talar för att även Samuel af Ugglas påverkade gestaltningen. Idag räknas den engelska parken på Forsmark till en av Sveriges bäst bevarade. Sommaren 2009 blev parken nominerad till tävlingen Sveriges Vackraste Park och tog sig vidare till final; det blev ingen första plats men en delad fjärde plats.

### Bilder, engelska parken

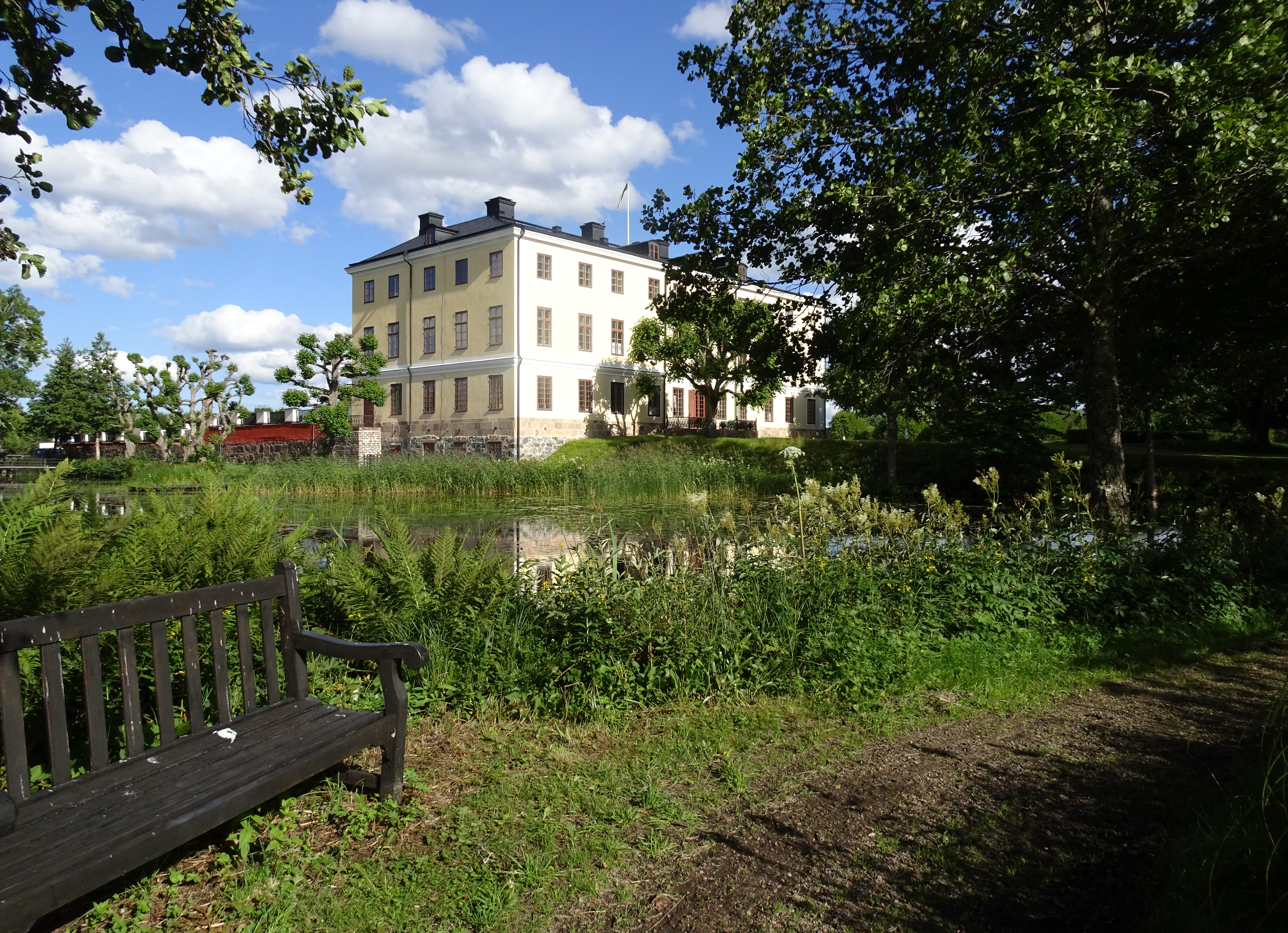
Herrgården sedd från engelska parken.
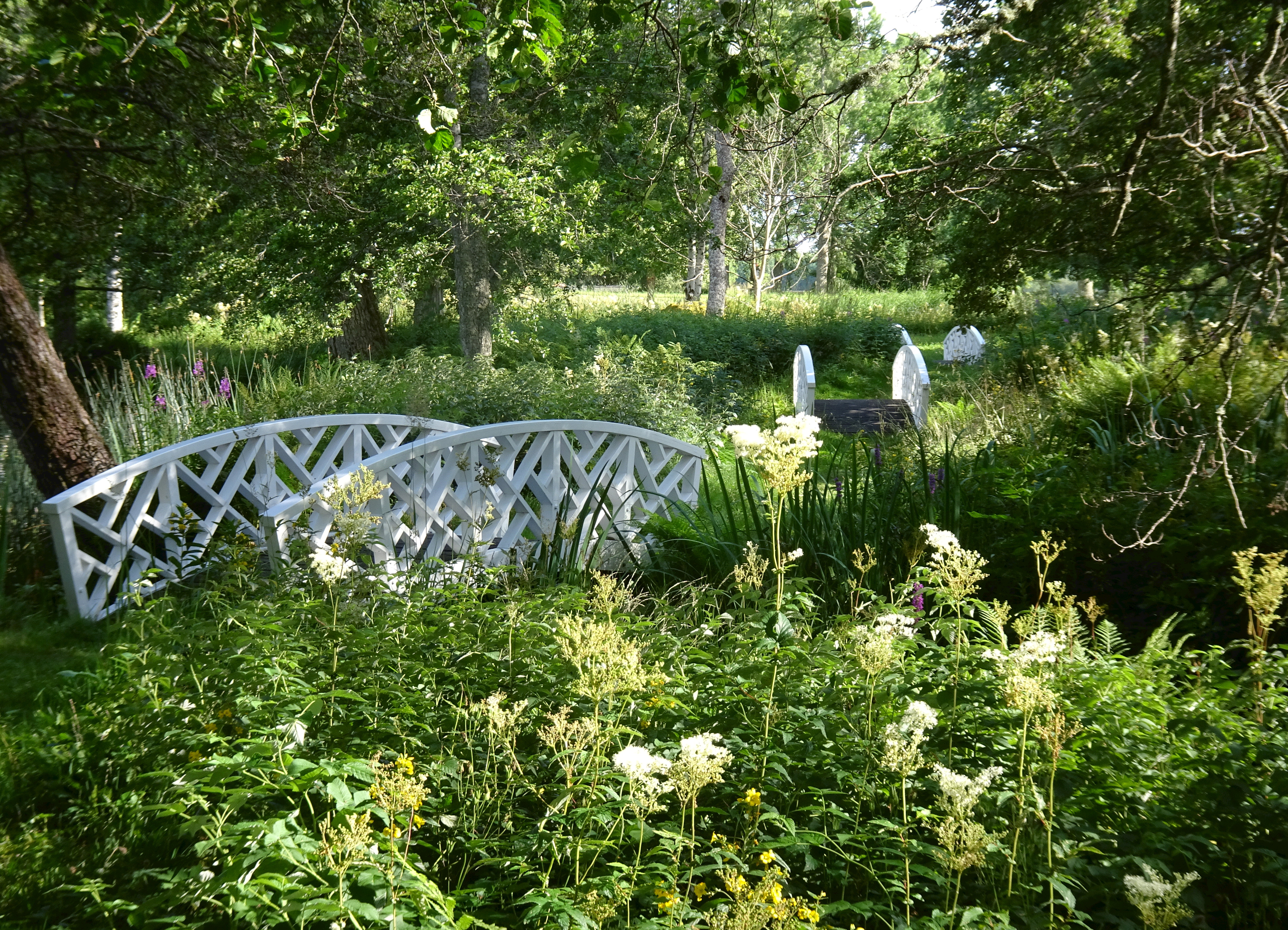
"Kinesiska" broar i parken.
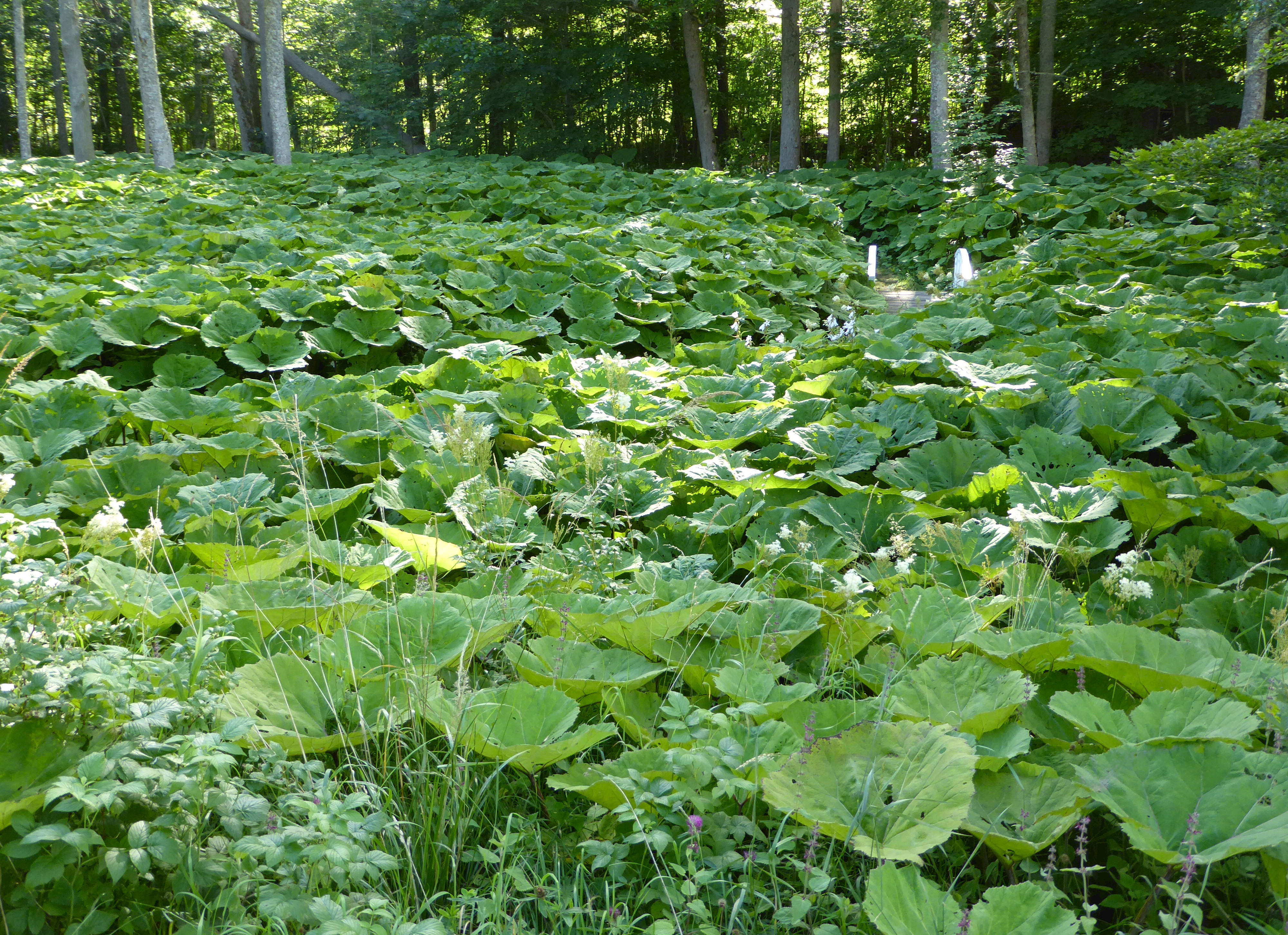
I parken.
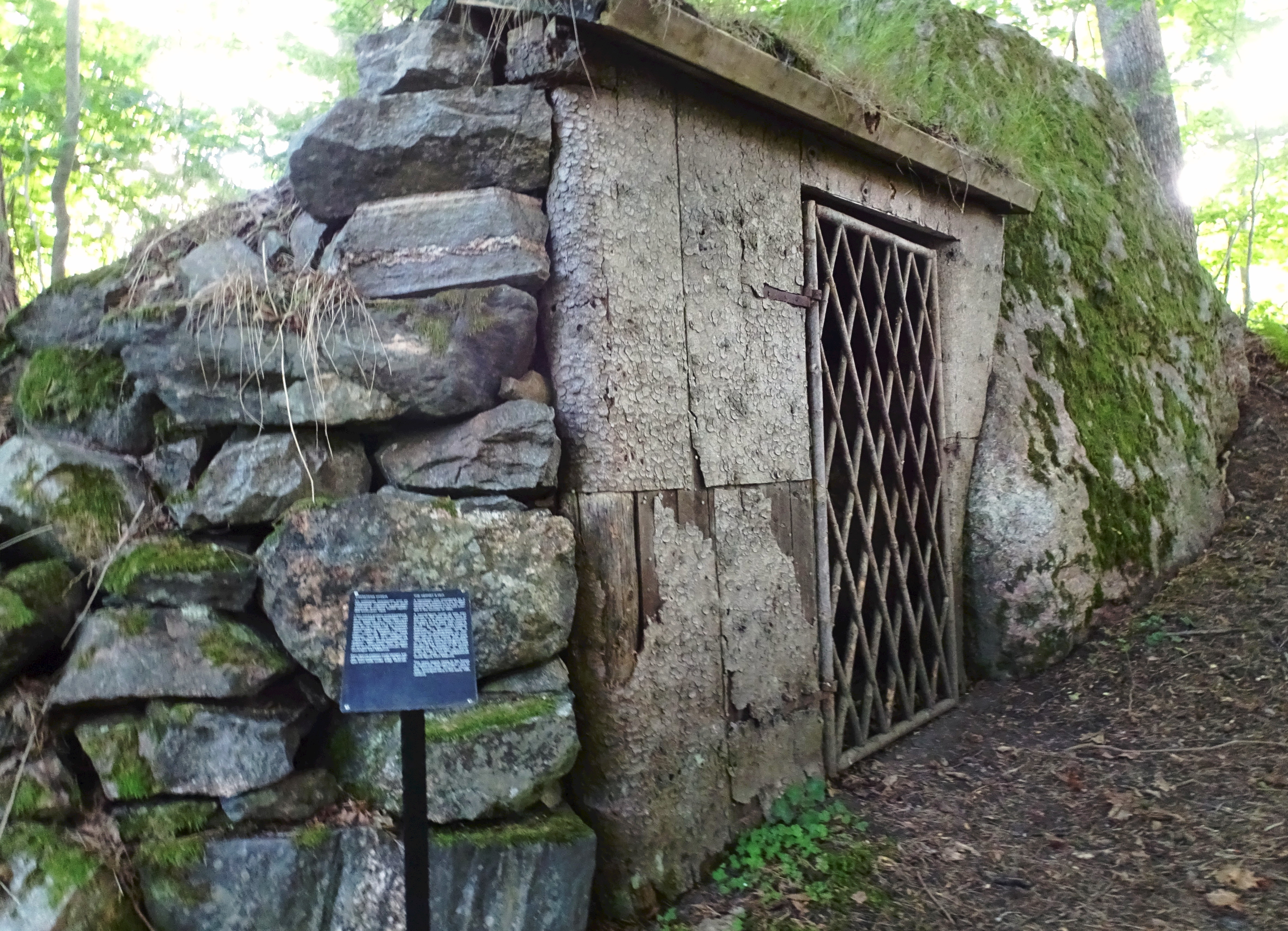
Eremitens hydda.
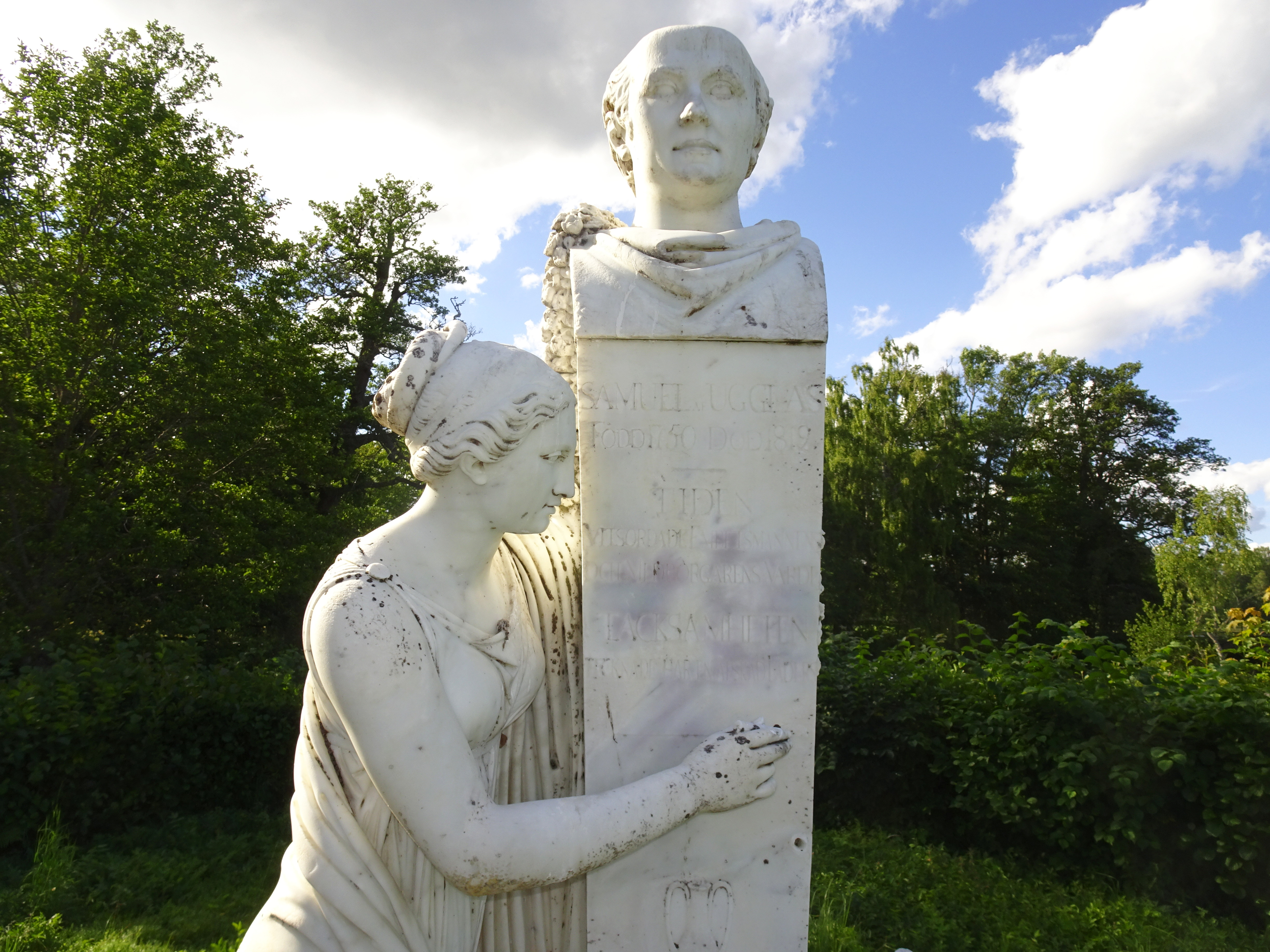
Monumentholmen med Johan Niclas Byströms minnesmärke över Samuel af Ugglas.